# Zantedeschia aethiopica
Кала біла (Zantedeschia aethiopica) — вид рослини родини кліщинцевих.

## Назва
В англійській мові має назву «Біла арум-лілія» (англ. white arum lily), хоча вона не є ні арумом ні лілією.

## Історія
Потрапила в Європу у 17 ст., а потім натуралізувалася по всьому світові.

## Будова
Багаторічна рослина, що має підземні клубні. Листя стрілоподібне блискуче до 40 см. Квіти з'являються на високій квітконіжці до 25 см. Квітка має приквіток покривало навколо жовтого суцвіття початку, вкритого дрібними квітами, що утворюють спіральний патерн. Жіночі квіти мають вищий початок  7,5 см ніж чоловічі 2 см. Білий колір покривала утворюється через оптичний ефект від пустот під епідермісом. Воно зеленіє після того, як квітка відцвітає, і вкриває жовті ягоди. Рослина лишається вічнозеленою, якщо зростає у болотяних місцевостях.

## Поширення та середовище існування
Походить з Південної Африки.

## Практичне використання
Популярна квітка, що вирощується на продаж у букетах та як декоративна в садах. Має багато декоративних сортів.
Кала стала один з символів ірландського націоналізму. Ці квіти продавали щоб зібрати кошти для підтримки сімей загиблих під час Великоднього повстання. Згодом знак лілії стали зображати на нашивках та графіті Ірландської республіканської армії.

## Галерея

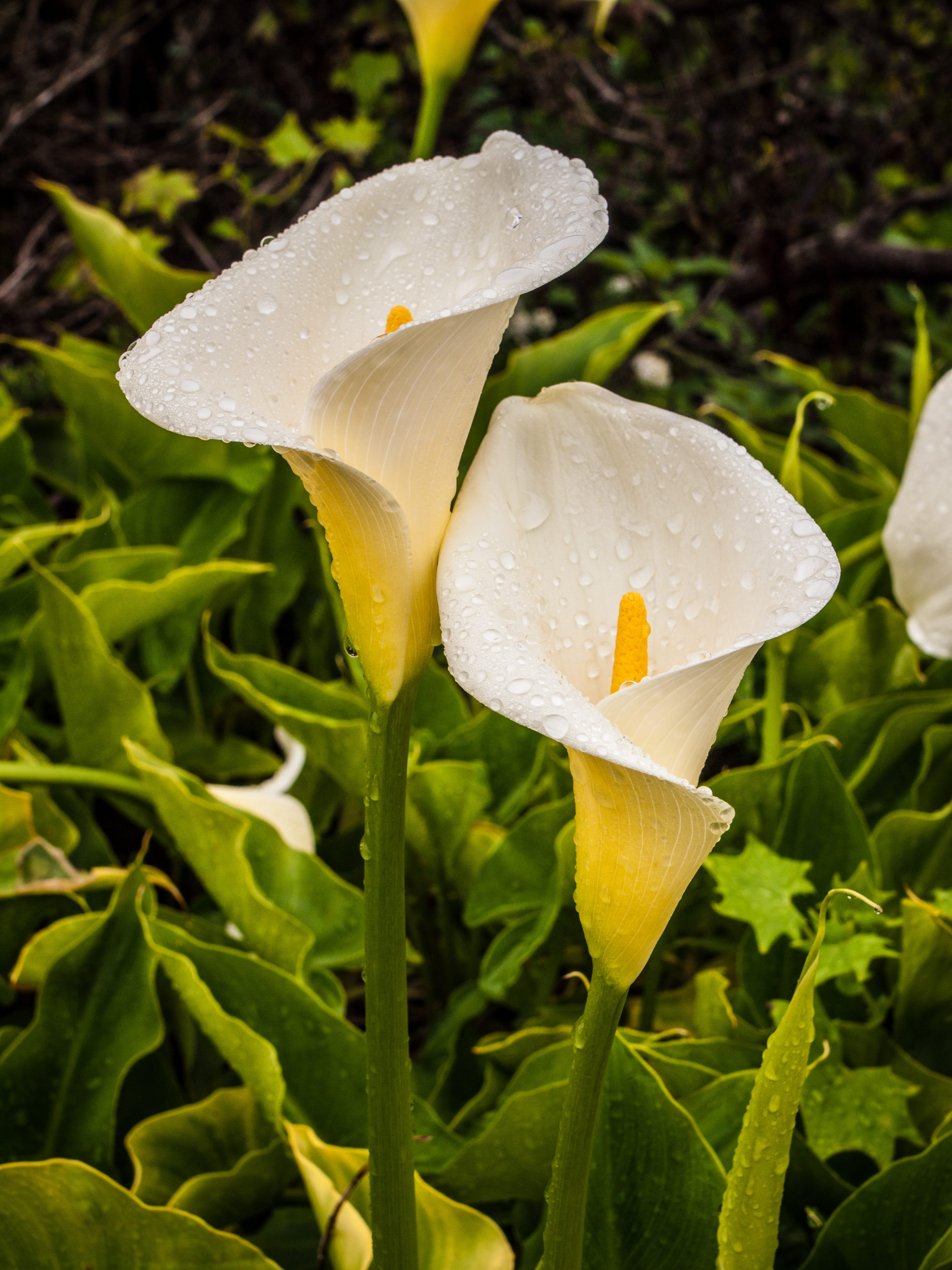
Квіти
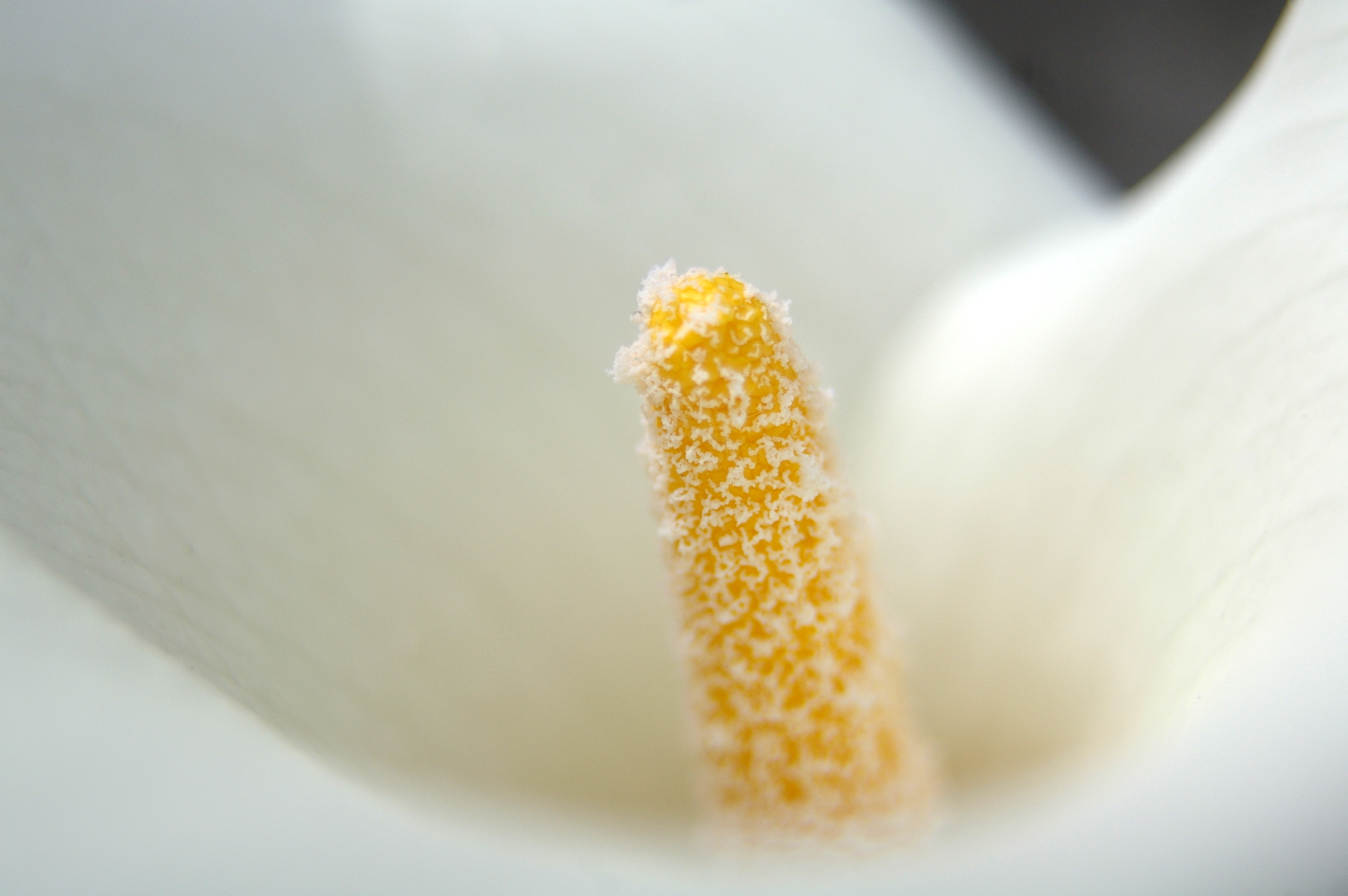
Початок
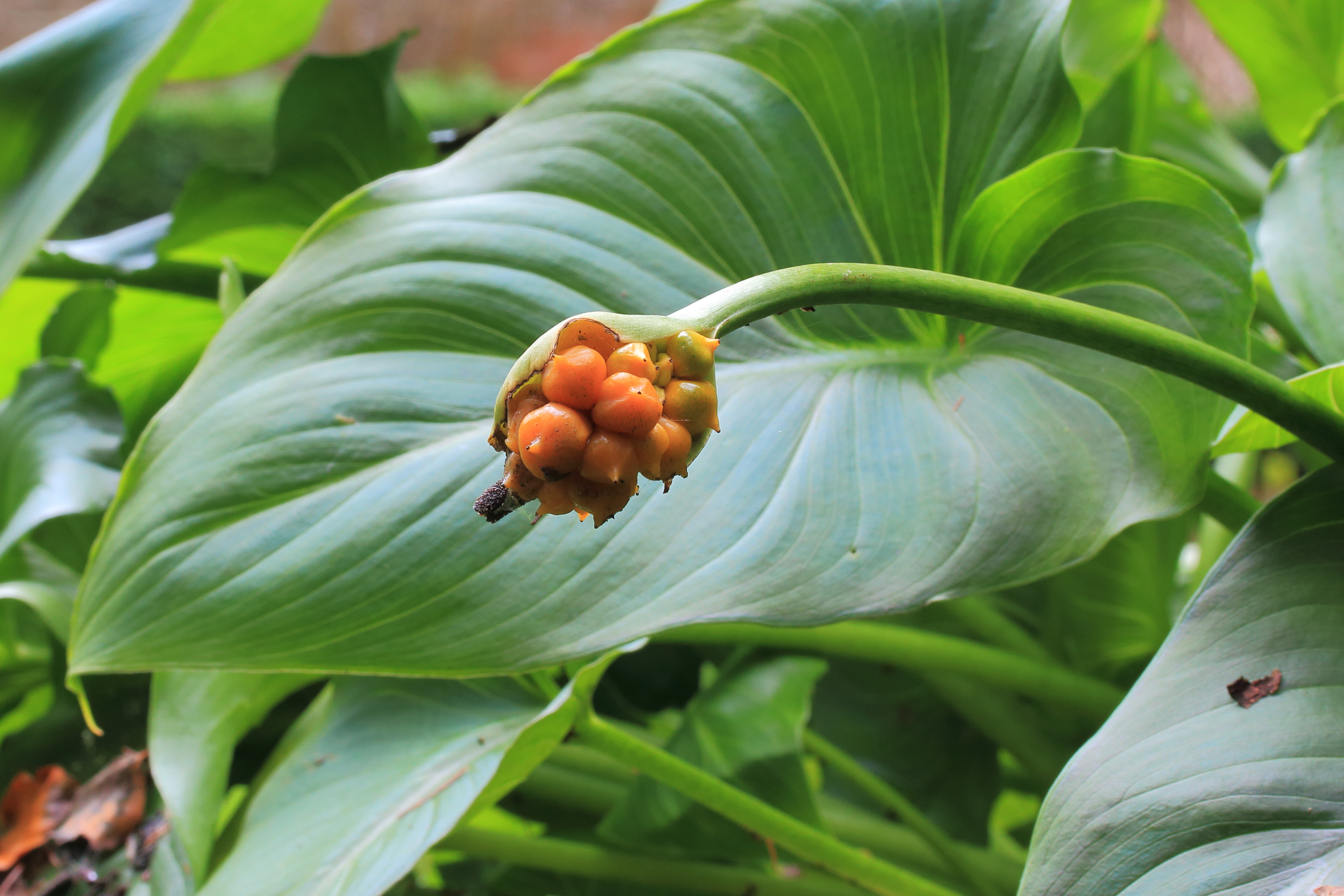
Ягоди